# Tony Ramos
Antônio de Carvalho Barbosa (n. 25 august 1948) este un actor brazilian la nivel național. Câștigător al mai multor premii naționale și internaționale, a fost nominalizat în 2011 la Premiile internaționale de teatru de la Seul pentru cel mai bun actor pentru munca sa la Passione.

## Biografie
Tony Ramos sa născut în Arapongas, Paraná, în 1948. El este fiul primei căsătorii a lui Maria Antonia Barbosa, profesoară. El și-a petrecut tinerețea în orașul Avaré, în interiorul São Paulo. În calitate de copil, și-a exprimat interesul pentru actorie și teatru, inspirându-se din filmele Oscarito. Deja în São Paulo, a făcut teatru de amator în timp ce participa la Teatro Cultura de São Paulo, unde a organizat piese pentru copii. A absolvit Filosofia de la Universitatea Catolică Pontificală (PUC-SP).

## Viața personală
El era încă foarte tânăr la vârsta de 21 de ani, cu Lidiane Barbosa în 1969. La vârsta de 23 de ani, el era deja tată. Cuplul are doi copii: doctorul Rodrigo și avocatul Andréa.

## Filmografie

### Televizor
- 1965 - A Outra .... Vevé
- 1966 - O Amor Tem Cara de Mulher
- 1967 - Os Rebeldes .... Frank Sobrinho
- 1968 - Os Amores de Bob .... Bob
- 1968 - Antônio Maria .... Gustavo
- 1969 - Nino, o Italianinho .... Rubinho
- 1970 - Simplesmente Maria .... Toninho
- 1970 - As Bruxas .... Tito
- 1971 - Hospital.... Luís Carlos
- 1972 - A Revolta dos Anjos
- 1972 - Na Idade do Lobo
- 1972 - Vitória Bonelli .... Tiago Bonelli
- 1973 - Rosa dos Ventos .... Quico
- 1974 - Ídolo de Pano .... Luciano
- 1974 - Os Inocentes .... Marcelo
- 1975 - A Viagem .... Téo
- 1976 - O Julgamento.... Lico
- 1976 - Ano Internacional da Criança .... Apresentador
- 1977 - Espelho Mágico.... Paulo Morel/Cristiano
- 1977 - O Astro.... Márcio Hayala
- 1978 - Caso Especial, O Caminho das Pedras Verdes
- 1979 - Pai Herói .... André Cajarana
- 1980 - Chega Mais .... Tom
- 1981 - Show do Mês .... Apresentador
- 1981 - Baila Comigo.... João Victor Gama/Quinzinho
- 1982 - Caso Verdade, O Menino do Olho Azul ....
- 1982 - Elas por Elas .... René dans les rêves d'Ieda
- 1982 - Sol de Verão .... Abel
- 1983 - Champagne .... Nil
- 1984 - Livre para Voar .... Pardal
- 1985 - Grande Sertão: Veredas .... Riobaldo
- 1986 - Selva de Pedra .... Cristiano Vilhena
- 1988 - O Primo Basílio .... Jorge Carvalho
- 1988 - Copilul la bord.... Tonico Ladeira
- 1990 - Boca do Lixo
- 1990 - Rainha da Sucata .... Edu
- 1991 - O Sorriso do Lagarto .... João Pedroso
- 1991 - Felicidade.... Álvaro Peixoto
- 1993 - Você Decide .... Apresentador
- 1993 - O Mapa da Mina
- 1993 - Olho no Olho .... Padre Guido
- 1995 - A Próxima Vítima .... Juca Mestieri
- 1995 - Não Fuja da Raia
- 1996 - Você Decide .... Apresentador
- 1996 - Anjo de Mim .... Floriano Ferraz
- 1996 - A Vida como Ela É... .... Personnages variés
- 1998 - Você Decide, Desencontro
- 1998 - Torre de Babel.... José Clementino da Silva
- 1999 - Sai de Baixo, Novela da Vida Privada
- 2000 - Legături de familie .... Miguel Soriano
- 2001 - Sítio do Picapau Amarelo, A Festa da Cuca
- 2001 - As Filhas da Mãe.... Manolo Gutiérrez
- 2002 - Clona.... Le petit ami de Maysa
- 2003 - Femei îndrăgostite.... Téo (Teófilo Ribeiro Alves)
- 2004 - Cabocla.... Coronel Boanerges de Sousa Pereira
- 2005 - Mad Maria .... Percival Farquhar
- 2005 - Belíssima.... Níkos (Nikolaos) Petrákis
- 2007 - Paraíso Tropical .... Antenor Cavalcanti
- 2008 - Faça Sua História, Robauto S.A. .... passager
- 2009 - India .... Opash Ananda
- 2010 - Passione .... Antonio Mattoli (Totó)
- 2012 - Avenida Brasil .... Genésio
- 2012 - Guerra dos Sexos .... Otávio de Alcântara Rodrigues e Silva
- 2013 - Sai de Baxo .... Jean Charles
- 2013 - A Mulher do Prefeito .... Reinaldo Rangel
- 2014 - O Rebu .... Carlos Braga Vidigal
- 2014 - A Grande Familia .... Lineu
- 2015 - Luz, Câmera, 50 Anos .... Apresentador
- 2015 - A Regra do Jogo .... Zé Gavião
- 2017 - A Lei do Amor .... Roberval Mendes
- 2017 - Vade Retro .... Abel zebu
- 2017 - Tempo de Amar .... José Augusto Correia Guedes

### Cinema
- 1968 - O Pequeno Mundo de Marcos.... Tony
- 1971 - Diabólicos Herdeiros
- 1976 - Ninguém Segura Essas Mulheres.... Gugu
- 1984 - Noites do Sertão.... Miguel
- 1987 - Leila Diniz.... sr. Diniz
- 1989 - Minas-Texas
- 1997 - O Noviço Rebelde.... Dr. Filipe
- 1997 - Pequeno Dicionário Amoroso.... Barata
- 2001 - A Partilha
- 2001 - Bufo & Spallanzani.... Guedes
- 2002 - Era Uma Vez... no Brasil
- 2006 - If I Were You.... Cláudio/Helena
- 2008 - If I Were You 2.... Cláudio/Helena
- 2009 - Tempos de Paz.... Segismundo
- 2010 - Chico Xavier .... Orlando
- 2012 - Se eu fosse Você 3 .... Cláudio/Helena
- 2014 - Getúlio .... Getúlio Vargas